# Jednota výtvarných umělců
Jednota výtvarných umělců vznikla jako opozice proti oficiální Krasoumné jednotě počátkem roku 1849 osamostatněním výtvarných umělců sdružených v uměleckém odboru Slovanské lípy. Sledovala národnostní cíle, usilovala o samosprávu umělců a jejich sociální zabezpečení.
Zakládajícími členy byli Josef Mánes, Antonín Lhota, Václav Kroupa, jako předsedové se vystřídali Josef Navrátil, Josef Vojtěch Hellich, František Horčička.
Jednota vydala několik kvalitních prémiových listů a zřídila stálou výstavu.
Po roce 1851 vlivem politických poměrů a vnitřních neshod upadala, zanikla v roce 1856.